# Laheküla (Muhu)
Laheküla – wieś w Estonii, w prowincji Sarema, w gminie Muhu.